# Finland Festivals

Finland Festivals ry, sigle FF est une association dont les membres sont des organisateurs d'évènements culturels.  Elle est basée à Helsinki en Finlande.

## Présentation
Fondée en 1968, Finland Festivals aide à organiser des événements culturels dans divers domaines artistiques et culturels.
FF agit en tant que coopérative dans le domaine de la culture et du tourisme , ainsi qu'en tant qu'organisme de marketing et d'information.

## Nombre de spectateurs
Les dix plus grands festivals de FF en 2019 quant au nombre total de spectateurs :
| No   | Événement                     | Spectateurs |
| ---- | ----------------------------- | ----------- |
| 1    | Pori Jazz                     | 349 518     |
| 2    | Helsingin juhlaviikot         | 247 787     |
| 3    | Kotkan Meripäivät             | 235 362     |
| 4    | Ruisrock                      | 105 500     |
| 5    | Tampereen Teatterikesä        | 89 918      |
| 6    | Puistoblues                   | 80 000      |
| 7    | Savonlinnan Oopperajuhlat     | 64 501      |
| 8    | Oulun juhlaviikot             | 62 693      |
| 9    | Kaustinen Folk Music Festival | 46 332      |
| 10   | Maailma kylässä -festivaali   | 45 000      |
| 1-10 | Total                         | 2 005 784   |

## Festivals des membres
Les festivals organisés par les membres de Finland Festivals sont:
| - April Jazz - Avantin Suvisoitto - Baltic Jazz - BRQ Vantaa - Crusell-viikko - Eteläpohjalaiset Spelit - Folklandia-risteily - Haapavesi Folk Music Festival - Hangon Musiikkijuhlat - Harmonikkaristeily - Helsingin juhlaviikot - Hetan Musiikkipäivät - Iitin musiikkijuhlat - Ilmajoen Musiikkijuhlat - Ilosaarirock - Joroisten Musiikkipäivät - Jyväskylän kesä - Kajaanin Runoviikko Sana ja Sävel - Kalottjazz & Blues Festival - Kangasniemen musiikkiviikot - Kauniaisten musiikkijuhlat - Kaustinen Folk Music Festival - Kemiönsaaren musiikkijuhlat - Kihveli Soikoon - Kokkolan Talviharmonikka - Korsholman musiikkijuhlat - Kotkan meripäivät - Kuhmon kamarimusiikki - Kuopio tanssii ja soi - KUULAS - Lasten Teatteritapahtuma | - Lahden kansainvälinen urkuviikko - Lahden Lasten Talvikarnevaalit - Lasten taidefestivaali Hippalot - Lohtajan Kirkkomusiikkijuhlat - Loviisan Sibeliuspäivät - LuostoClassic - Maailma kylässä - Meidän Festivaali - Meri ja musiikki - Mikkelin musiikkijuhlat - Mukamas - Kansainvälinen Nukketeatterifestivaali - Musica nova Helsinki - Musiikin aika - Musiikkia! - Musiikkijuhla Sommelo - Mäntän kuvataideviikot - Mäntän Musiikkijuhlat - Naantalin Musiikkijuhlat - Oriveden Suvi - Oulaisten Musiikkiviikot - Oulun juhlaviikot - Oulun Musiikkijuhlat - PianoEspoo - Pispalan Sottiisi - Pori Jazz - Puistoblues - Rauma Festivo - Riihimäen Kesäkonsertit - Rokumentti | - Ruisrock - Salo – lasten laulukaupunki - Sastamala Gregoriana - Sata-Häme Soi - Satasoitto - Savonlinnan oopperajuhlat - Seinäjoen Tangomarkkinat - Seurasaaren juhannusvalkeat - Sinfonia Lahden kansainvälinen Sibelius-festivaali - Sodankylän elokuvajuhlat - Sysmän Suvisoitto - Taidekeskus Salmela - Tampere Biennale - Tampere Jazz Happening - Tampereen elokuvajuhlat - Tampereen sävel - Tampereen Teatterikesä - Tanssivirtaa Tampereella -nykytanssifestivaali - Tomaatteja! Tomaatteja Stand up -festivaali - Turku Jazz - Turun musiikkijuhlat - Tuska Open Air Metal Festival - Työväen Musiikkitapahtuma - Täydenkuun Tanssit - Urkuyö ja aaria - Vaasan Kuorofestivaali - Vekara-Varkaus Festivaaliviikko - VocalEspoo |